# Edward Williams (Ruderer)
Edward Gordon Williams (* 20. Juli 1888 in Honiton; † 12. August 1915 in Béthune, Frankreich) war ein britischer Ruderer.

## Karriere
Williams besuchte zunächst das Eton College und anschließend das Trinity College der University of Cambridge.
Seinen ersten großen Erfolg im Rudern feierte er 1905, als er mit dem Achter bei der Henley Royal Regatta die Ladies’ Challenge Plate gewann. Zwei Jahre später wurde er Schulmeister des Eton College im Rudern.
Im Boat Race 1908 triumphierte er mit der Mannschaft der University of Cambridge über Oxford. Wenige Monate später nahm er an den Olympischen Spielen in London teil und gewann mit dem Achter die Bronzemedaille.
Im darauffolgenden Jahr musste er sich im Boat Race geschlagen geben, sicherte sich jedoch gemeinsam mit Banner Johnstone den Sieg im Silver Goblets Cup der Henley Royal Regatta. Auch 1910 trat er erneut für Cambridge im Boat Race an, verlor jedoch ein weiteres Mal gegen Oxford.
Nach seinem Studium arbeitete Williams zwischen 1910 und 1913 für The Chartered Company in einem abgelegenen Teil von Rhodesien. Nach seiner Rückkehr ins Vereinigte Königreich nahm er 1914 erneut an der Henley Royal Regatta teil.
Kurz nach Ausbruch des Ersten Weltkriegs trat er im September 1914 dem 2. Bataillon der Grenadier Guards bei. Weniger als ein Jahr später fiel er in Nordfrankreich.